# Ivan Doležal
Ivan Doležal (* 2. září 1960 Hořice) je český politik a podnikatel, v letech 2004 až 2008 zastupitel a radní Královéhradeckého kraje, v letech 2006 až 2014 starosta města Hořice na Jičínsku, člen ODS.

## Život
Po ukončení střední odborné školy v Turnově pracoval od roku 1984 v Jednotě SD Nový Bydžov jako vedoucí střediska prodejen. Zkušenosti získané na prodejnách zúročil od roku 1991 na kontrolním oddělení Finančního úřadu v Hořicích. Od roku 1994 se podílel na řízení akciové společnosti Valuty IF, nejprve jako správce a nakonec jako prokurista. Od roku 1994 se zabývá také ekonomickým a účetním poradenstvím pro drobné podnikatele.
Od roku 2011 je členem představenstva akciové společnosti Vodohospodářská a obchodní společnost a od roku 2015 figuruje ve statutárních orgánech zájmového sdružení Podzvičinsko jako předseda. V minulosti byl jednatelem společnosti Městská energetická - HOŘICE (2007 až 2011), členem správní rady Klicperova divadla (2006 až 2010) a předsedou představenstva akciové společnosti Správa nemovitostí Královéhradeckého kraje (2007 až 2008).
Ivan Doležal žije ve městě Hořice na Jičínsku. Je rozvedený, má dvě dospělé dcery (Michaela a Monika). Mezi jeho zájmy patří sport, a sice lyžování, squash nebo fotbal, ale také hudba a cestování.

## Politické působení
Od roku 1999 je členem ODS. V hořické místní organizaci byl od roku 2003 prvním místopředsedou, od roku 2005 je předsedou. Dále je členem oblastní a regionální rady ODS.
V komunálních volbách v roce 2002 byl za ODS zvolen zastupitelem města Hořice na Jičínsku. Pracoval jako předseda finančního výboru. Mandát pak ve volbách v roce 2006 jako lídr kandidátky obhájil a dne 30. října 2006 byl zvolen starostou města. Ve volbách v roce 2010 post zastupitele opět získal a dne 8. listopadu 2010 se stal po druhé starostou města. Také ve volbách v roce 2014 zastupitelský mandát na kandidátce ODS obhájil, avšak dne 5. listopadu 2014 byl novým starostou i přes výhru ODS zvolen Aleš Svoboda ze subjektu "Šance pro rozvoj". Ivan Doležal se pak stal 1. místostarostou.
V krajských volbách v roce 2004 byl za ODS zvolen zastupitelem Královéhradeckého kraje. Dne 2. prosince 2004 se stal radním kraje. Ve volbách v roce 2008 nekandidoval a skončil tak v pozici krajského zastupitele i radního. O návrat se pokusil ve volbách v letech 2012 a 2016, ale ani jednou neuspěl.
Ve volbách do Senátu PČR v roce 2016 kandidoval za ODS v obvodu č. 37 – Jičín. Se ziskem 10,25 % hlasů skončil na 5. místě a do druhého kola nepostoupil.